# Balla Turlough SAC
Balla Turlough SAC este o arie protejată (arie specială de conservare — SAC, sit de importanță comunitară — SCI) din Irlanda întinsă pe o suprafață de 49,08 ha, integral pe uscat.

## Localizare
Centrul sitului Balla Turlough SAC este situat la coordonatele 53°48′13″N 9°07′02″W / 53.803677°N 9.117272°V.

## Înființare
Situl Balla Turlough SAC a fost declarat sit de importanță comunitară în noiembrie 1997 pentru a proteja 3 specii de animale. Situl a fost protejat și ca arie specială de conservare în noiembrie 2018.

## Biodiversitate
Situată în ecoregiunea atlantică, aria protejată conține 1 habitat natural: Turlough.
La baza desemnării sitului se află mai multe specii protejate de  păsări (3): culic mare (Numenius arquata), ploier auriu (Pluvialis apricaria), nagâț (Vanellus vanellus).
Pe lângă speciile protejate, pe teritoriul sitului au mai fost identificate 1 specie de plante.